# Рокарандизи (Ријети)
Рокарандизи је насеље у Италији у округу Ријети, региону Лацио.
Према процени из 2011. у насељу је живело 64 становника. Насеље се налази на надморској висини од 632 м.